# 676
El 676 (DCLXXVI) fou un any de traspàs començat en dimarts del calendari julià.

## Esdeveniments
- Inici del pontificat del Papa Donus.[1]
- Setge de Constantinoble: el califa Muàwiyah I envia el seu fill Yazid a Constantinoble amb reforços. Al mateix temps, els romans d'Orient han de contendre amb un atac eslau a Tessalònica i moviments longobards a Itàlia.[2]
- El rei Æthelred de Mèrcia envaeix Kent, en un intent de fer complir el domini i disminuir la influència de Kent a Surrey i Londres. Els seus exèrcits destrueixen la Diòcesi de Rochester[3] (seu dels bisbess a West Kent) , i devastar els camps dels voltants.

## Defuncions
- 17 de juny, Roma: Papa Deodat II. Papa de l'Església Catòlica.[4]